# 2013년 한국프로야구
KBO 리그의 2013년 시즌은 32번째 시즌이며, 제9구단으로 창단된 NC 다이노스의 합류로, 대한민국의 9개 프로 야구 구단들이 참가한다. 2013년 3월 30일에 개막전이 열렸다.
한국야쿠르트가 스폰서로 참여하여 2013 한국야쿠르트 세븐 프로야구로도 불린다.

## 달라지는 점
- 제9구단 NC 다이노스의 합류로 인해 경기 일정을 확정짓기 어려워짐에 따라 각 팀이 순환식으로 매월 한주에 4일의 휴식기를 갖는다.
- 팀당 경기 수 : 기존의 팀당 133경기 (시즌 총 532경기)에서 팀당 128경기 (시즌 총 576경기)로 경기 수도 변경된다. 하나의 구단은 각 구단과 16경기씩을 치른다.
- 경기 개시 시간 : 주중경기(18:30)와 주말, 공휴일 경기(17:00)개시 시간은 종전과 변함이 없으나 혹서기(7~8월) 기간동안은 주말, 공휴일 경기 개시시간이 18:00로 늦춰진다, 단 개막 2연전과 5월 5일까지 편성되는 경기 중 일요일과 공휴일에 열리는 경기는 14:00부터 치러진다.
- 도핑테스트는 퓨처스리그까지 확대 시행하며 표적검사 인원도 늘린다.
- 경기장 질서유지를 위해 선수단 및 프런트는 덕아웃 출입시 구단의 로고가 찍힌 옷을 반드시 착용한다.
- 포스트시즌 엔트리는 27명으로 확대된다.
- 시범경기는 팀당 12경기로 진행되며 앞뒤 순위팀과는 경기를 갖지 않는다.
- 우천 취소외에 강풍의 경우 강도에 따라 경기관리인 및 경기운영위원의 판단으로 경기 취소가 가능하도록 강풍에 관련된 취소 규정이 추가되었다.
- 홈-원정 순으로 표기됐던 대진을 국제대회 기준에 맞춰 원정-홈 순서로 변경
- 올스타전 관련 사항
  - 올스타전 엔트리가 23인 엔트리로 늘어났다(투수 자리에 1명 추가)
  - 올스타전은 9회까지 승리팀이 나오지 않을 경우 연장 10회부터 승부가 날 때까지 승부치기를 시행한다.
  - 신생 제 9구단 NC다이노스는 웨스턴리그에 편입되었다.
- 퓨처스리그 관련 사항
  - 모든 선수가 출전가능했던 퓨처스리그에도 엔트리 등록 규정을 제정하여 경기당 출전할 수 있는 선수를 26명으로 제한해 경기 1시간 30분전까지 등록하고 인원이 적은 상무와 경찰청을 제외한 9개 구단은 엔트리에서 말소될 경우 3일간 재등록이 불가능하다.
  - 리그 배정 : 한화와 상무야구단의 사용 구장이 서산과 문경으로 각각 변경됨에 따라 NC, 상무, KIA, 넥센, 삼성, 롯데가 남부리그로, 경찰, 두산, SK, 한화, LG가 북부리그로 재편성된다.
  - 더블헤더 관련 규정 : 퓨처스리그 경기가 우천 취소될 경우에는 예비일 및 다음날 더블헤더 실시가 가능하며, 다음 날 경기가 없을 경우 그 다음 동일 대진의 둘째날 더블헤더를 진행하되 한 팀당 주 1회로 더블헤더 실시 횟수를 제한한다. 더블헤더 1차전은 7이닝제로 진행한다.

## 구단별 캐치프레이즈 (슬로건)
- 삼성 라이온즈 : YES, KEEP GOING!!!
- SK 와이번스 : Touch Wyverns! Go V4!
- 두산 베어스 : Hustle Doo Go! 봐라 2013!
- 롯데 자이언츠 : 열정과 투지의 롯데 자이언츠!
- KIA 타이거즈 : Pitch Our Passion ! Catch Our V11!
- 넥센 히어로즈 : Go for the Championship
- LG 트윈스 : 승리를 향한 열정! 새롭게 뛰는 2013!
- 한화 이글스 : 독수리여! 투혼을 불태워라!
- NC 다이노스 : 거침없이 가자!

## 선수 이동

### 시즌 전
- NC 특별지명권
  - 김종호 : 삼성 라이온즈 → NC 다이노스
  - 모창민 : SK 와이번스 → NC 다이노스
  - 고창성 : 두산 베어스 → NC 다이노스
  - 이승호 : 롯데 자이언츠 → NC 다이노스
  - 조영훈 : KIA 타이거즈 → NC 다이노스
  - 이태양 : 넥센 히어로즈 → NC 다이노스
  - 김태군 : LG 트윈스 → NC 다이노스
  - 송신영 : 한화 이글스 → NC 다이노스

- FA 이적 선수
  - 정현욱 : 삼성 라이온즈 → LG 트윈스
  - 이호준 : SK 와이번스 → NC 다이노스(NC 다이노스는 보상 선수 대신 해당 선수(이호준) 연봉의 300%의 보상금만 SK 와이번스에게 지불한다.)
  - 김주찬 : 롯데 자이언츠 → KIA 타이거즈
  - 이현곤 : KIA 타이거즈 → NC 다이노스(NC 다이노스는 보상 선수 대신 해당 선수(이현곤) 연봉의 300%의 보상금만 KIA 타이거즈에게 지불한다.)
  - 홍성흔 : 롯데 자이언츠 → 두산 베어스

- FA 영입에 따른 보상선수 이적 선수
  - 이승우 : LG 트윈스 → 삼성 라이온즈 (정현욱의 보상선수 자격으로 이적)
  - 홍성민 : KIA 타이거즈 → 롯데 자이언츠 (김주찬의 보상선수 자격으로 이적)
  - 김승회 : 두산 베어스 → 롯데 자이언츠 (홍성흔의 보상선수 자격으로 이적)

- 방출후 이적선수
  - 명재철 : 삼성 라이온즈 → 한화 이글스
  - 권용관 : SK 와이번스 → LG 트윈스
  - 조영민 : SK 와이번스 → LG 트윈스
  - 김일엽 : 롯데 자이언츠 → 한화 이글스
  - 손민한 : 롯데 자이언츠 → NC 다이노스
  - 이왕기 : 롯데 자이언츠 → KIA 타이거즈
  - 이영수 : KIA 타이거즈 → 삼성 라이온즈
  - 강귀태 : 넥센 히어로즈 → KIA 타이거즈
  - 민경수 : LG트윈스 → SK 와이번스
  - 이대환 : LG 트윈스 → KIA 타이거즈

- 트레이드 영입 선수
  - 김태형 : NC 다이노스 → 넥센 히어로즈
  - 차화준 : 넥센 히어로즈 → NC 다이노스
  - 임창민 : 넥센 히어로즈 → NC 다이노스
  - 장성호 : 한화 이글스 → 롯데 자이언츠
  - 송창현 : 롯데 자이언츠 → 한화 이글스
  - 현재윤 : 삼성 라이온즈 → LG 트윈스
  - 김효남 : 삼성 라이온즈 → LG 트윈스
  - 손주인 : 삼성 라이온즈 → LG 트윈스
  - 김태완 : LG 트윈스 → 삼성 라이온즈
  - 정병곤 : LG 트윈스 → 삼성 라이온즈
  - 노진용 : LG 트윈스 → 삼성 라이온즈
  - 길태곤 : 삼성 라이온즈 → 한화 이글스
  - 이상훈 : 한화 이글스 → 삼성 라이온즈

- 은퇴
  - 심광호 : LG 트윈스 → 은퇴(경찰 야구단의 배터리 코치)
  - 강병식 : 넥센 히어로즈 → 은퇴(넥센 히어로즈의 2군 타격 코치)
  - 이대진 : LG 트윈스 → 은퇴(한화 이글스의 재활 코치)
  - 김수경 : 넥센 히어로즈 → 은퇴(넥센 히어로즈의 불펜 코치)
  - 박찬호 : 한화 이글스 → 은퇴
  - 박재홍 : SK 와이번스 → 은퇴(MBC 스포츠+의 야구 해설가)

- 해외 진출 선수
  - 류현진 : 한화 이글스 → 로스앤젤레스 다저스

- 재계약 포기 외국인 선수
  - SK 와이번스 : 마리오 산티아고, 데이브 부시
  - 롯데 자이언츠 : 라이언 사도스키
  - 삼성 라이온즈 : 브라이언 고든, 미치 탈보트
  - 두산 베어스 : 스콧 프록터

- 신규 영입 외국인 선수
  - 삼성 라이온즈 : 아네우리 로드리게스, 릭 반덴허크
  - SK 와이번스 : 더그 슬래튼, 크리스 세든, 조조 레예스
  - 두산 베어스 : 켈빈 히메네스, 개릿 올슨
  - 롯데 자이언츠 : 스캇 리치몬드, 크리스 옥스프링
  - 한화 이글스 : 대나 이브랜드
  - NC 다이노스 : 아담 윌크, 찰리 쉬렉, 에릭 해커

- 퇴출 외국인선수
  - SK 와이번스 : 더그 슬래튼
  - 두산 베어스 : 켈빈 히메네스
  - 롯데 자이언츠 : 스캇 리치몬드

### 시즌 중
- 트레이드 영입 선수
  - 송신영 : NC 다이노스 → 넥센 히어로즈
  - 신재영 : NC 다이노스 → 넥센 히어로즈
  - 박정준 : 넥센 히어로즈 → NC 다이노스
  - 지석훈 : 넥센 히어로즈 → NC 다이노스
  - 이창섭 : 넥센 히어로즈 → NC 다이노스
  - 서동욱 : LG 트윈스 → 넥센 히어로즈
  - 최경철 : 넥센 히어로즈 → LG 트윈스
  - 송은범 : SK 와이번스 → KIA 타이거즈
  - 신승현 : SK 와이번스 → KIA 타이거즈
  - 김상현 : KIA 타이거즈 → SK 와이번스
  - 진해수 : KIA 타이거즈 → SK 와이번스

- 영입 선수
  - 김용성 : 고양 원더스 → NC 다이노스
  - 이승재 : 고양 원더스 → NC 다이노스
  - 윤병호 : 고양 원더스 → NC 다이노스
  - 이원재 : 고양 원더스 → NC 다이노스
  - 송주호 : 고양 원더스 → 한화 이글스
  - 김정록 : 고양 원더스 → 넥센 히어로즈
  - 황목치승 : 고양 원더스 → LG 트윈스
  - 홍성용 : 06 불스 → NC 다이노스
  - 박명환 : 2012시즌 LG트윈스 방출 → NC 다이노스

- 영입 외국인 선수
  - 데릭 핸킨스 : 디트로이트 타이거즈 → 두산 베어스
  - 에스마일린 카리다드 : 시카고 컵스 → 삼성 라이온즈
  - 두에인 빌로우 : 마이애미 말린스 → KIA 타이거즈

- 은퇴
  - 연경흠 : 한화 이글스 → 은퇴(한화 이글스 육성군 스카우트)
  - 신경현 : 한화 이글스 → 은퇴 (팀 리빌딩)
  - 강귀태 : KIA 타이거즈 → 은퇴 (코치수업)
  - 최동수 : LG 트윈스 → 은퇴 (코치수업)

- 방출
  - 한화 이글스 : 강철민, 오재필

- 방출 외국인 선수
  - 두산 베어스 : 개릿 올슨
  - 삼성 라이온즈 : 아네우리 로드리게스
  - KIA 타이거즈 : 앤서니 르루
  - NC 다이노스 : 아담 윌크

- 군제대
  - 한화 이글스 : 송광민
  - KIA 타이거즈 : 백용환

### 시즌 후
- 영입 선수
  - 김수경 : 넥센 히어로즈(투수코치) → 고양 원더스
  - 오두철 : 고양원더스 → KIA 타이거즈
  - 여정호 : 고양원더스 → 두산 베어스

- 은퇴
  - 박경완 : SK 와이번스 → 은퇴(SK 와이번스 2군 감독)
  - 정수성 : 넥센 히어로즈 → 은퇴(넥센 히어로즈 2군 코치)
  - 김일경 : LG 트윈스 → 은퇴(프런트 공부)
  - 정보명 : 롯데 자이언츠 → 은퇴(동의대학교 야구부 감독)

- FA 영입 선수
  - 정근우 : SK 와이번스 → 한화 이글스
  - 이용규 : KIA 타이거즈 → 한화 이글스
  - 이종욱 : 두산 베어스 → NC 다이노스
  - 손시헌 : 두산 베어스 → NC 다이노스
  - 이대형 : LG 트윈스 → KIA 타이거즈
  - 최준석 : 두산 베어스 → 롯데 자이언츠
- FA 영입에 따른 보상선수 이적 선수
  - 한승택 : 한화 이글스 → KIA 타이거즈 (이용규의 보상선수 자격으로 이적)[1]
  - 신승현 : KIA 타이거즈 → LG 트윈스 (이대형의 보상선수 자격으로 이적)
  - 김수완 : 롯데 자이언츠 → 두산 베어스 (최준석의 보상선수 자격으로 이적)
- 방출 선수
  - 두산 베어스 : 김선우, 오성민, 김동길
  - 롯데 자이언츠 : 정보명, 이인구, 권영준, 박건우, 변용선
  - 한화 이글스 : 김일엽, 이상우, 신경현, 최승환, 백승룡, 강동우, 노민성, 연경흠, 오재필, 임세업
  - SK 와이번스 : 민경수, 최영필, 권영진, 박인성, 정규창, 김경근
  - 삼성 라이온즈 : 신명철, 양지훈
  - LG 트윈스 : 정재복, 조영민, 최동수, 김일경, 임도현
  - 넥센 히어로즈 : 김동준, 김성진, 신유원, 조덕길, 전민수
  - NC 다이노스 : 박정훈, 한윤기, 황덕균, 김동건
  - KIA 타이거즈 : 김종훈, 손동욱, 오준형, 이효상, 전우엽, 최향남, 박효일, 류은재, 박찬, 서용주, 윤민섭, 최준식, 최훈락

- 방출후 이적선수
  - 백승룡 : 한화 이글스 → 넥센 히어로즈
  - 김선우 : 두산 베어스 → LG 트윈스
  - 신명철 : 삼성 라이온즈 → KT 위즈

## 시범 경기
- 기간: 3월 9일 ~ 3월 24일

| 순위 | 구단          | 경기 | 승 | 무 | 패 | 승률  | 연속 | 게임차 |
| ---- | ------------- | ---- | -- | -- | -- | ----- | ---- | ------ |
| 1    | KIA 타이거즈  | 11   | 9  | 0  | 2  | 0.818 | 4승  | 0.0    |
| 2    | SK 와이번스   | 11   | 6  | 1  | 4  | 0.600 | 2승  | 2.5    |
| 2    | 두산 베어스   | 11   | 6  | 1  | 4  | 0.600 | 1패  | 2.5    |
| 2    | 넥센 히어로즈 | 11   | 6  | 1  | 4  | 0.600 | 2승  | 2.5    |
| 5    | LG 트윈스     | 12   | 5  | 1  | 6  | 0.455 | 1승  | 4.0    |
| 5    | NC 다이노스   | 12   | 5  | 1  | 6  | 0.455 | 1패  | 4.0    |
| 7    | 한화 이글스   | 12   | 4  | 1  | 7  | 0.364 | 1패  | 5.0    |
| 8    | 롯데 자이언츠 | 11   | 3  | 1  | 7  | 0.300 | 1패  | 5.5    |
| 9    | 삼성 라이온즈 | 11   | 2  | 3  | 6  | 0.250 | 4패  | 5.5    |

## 정규 리그
- 기간 : 3월 30일 ~ 10월 5일

3월 30일 개막전은 두산-삼성, LG-SK, 한화-롯데, 넥센-기아 전으로 열리고 NC의 경기가 없으며, 1997년 이후 16년만에 서울종합운동장 야구장 개막전이 열리지 않는다.

### 팀 순위
| 순위 | 구단          | 경기수 | 승 | 무 | 패 | 승률  | 게임 차 | 포스트 시즌                                           |
| ---- | ------------- | ------ | -- | -- | -- | ----- | ------- | ----------------------------------------------------- |
| 1    | 삼성 라이온즈 | 128    | 75 | 2  | 51 | 0.595 | 0.0     | 한국시리즈 진출, 한국시리즈 우승                      |
| 2    | LG 트윈스     | 128    | 74 | 0  | 54 | 0.578 | 2.0     | 플레이오프 직행, 플레이오프 패배                      |
| 3    | 넥센 히어로즈 | 128    | 72 | 2  | 54 | 0.571 | 3.0     | 준플레이오프 패배                                     |
| 4    | 두산 베어스   | 128    | 71 | 3  | 54 | 0.568 | 3.5     | 준플레이오프 진출, 한국시리즈 진출, 한국시리즈 준우승 |
| 5    | 롯데 자이언츠 | 128    | 66 | 4  | 58 | 0.532 | 8.0     | 진출 실패                                             |
| 6    | SK 와이번스   | 128    | 62 | 3  | 63 | 0.496 | 12.5    | 진출 실패                                             |
| 7    | NC 다이노스   | 128    | 52 | 4  | 72 | 0.419 | 22.0    | 진출 실패                                             |
| 8    | KIA 타이거즈  | 128    | 51 | 3  | 74 | 0.408 | 23.5    | 진출 실패                                             |
| 9    | 한화 이글스   | 128    | 42 | 1  | 85 | 0.331 | 33.5    | 진출 실패                                             |

### 통계

#### 타자 TOP
| 부문        | 선수   | 기록 |
| ----------- | ------ | ---- |
| 타율(AVG)   | 이병규 | .348 |
| 홈런(HR)    | 박병호 | 37   |
| 타점(RBI)   | 박병호 | 117  |
| 득점(R)     | 박병호 | 91   |
| 안타(H)     | 손아섭 | 172  |
| 출루율(OBP) | 김태균 | .444 |
| 장타율(SLG) | 박병호 | .602 |
| 도루(SB)    | 김종호 | 50   |

#### 투수 TOP
| 부문          | 선수        | 기록 |
| ------------- | ----------- | ---- |
| 승리(W)       | 배영수 세든 | 14   |
| 평균자책(ERA) | 찰리        | 2.48 |
| 탈삼진(SO)    | 리즈        | 188  |
| 세이브(SV)    | 손승락      | 46   |
| 홀드(HLD)     | 한현희      | 27   |
| 승률(WPCT)    | 류제국      | .857 |

### 시즌 기록
- 시즌 첫 안타 : 3월 30일, 두산 베어스 손시헌 (1회초 삼성 라이온즈 배영수 투수를 상대로 좌익수 앞 1루타)
- 시즌 첫 2루타 : 3월 30일, KIA 타이거즈 최희섭 (2회말 넥센 히어로즈 나이트 투수를 상대로 좌익수 뒤 2루타)
- 시즌 첫 3루타 : 3월 30일, 삼성 라이온즈 정형식 (1회말 두산 베어스 니퍼트 투수를 상대로 우익수-중견수 간 3루타)
- 시즌 첫 홈런 : 3월 30일, 두산 베어스 오재원 (1회초 삼성 라이온즈 배영수 투수를 상대로 좌익수 뒤 만루 홈런 (비거리: 110m), 개막전 통산 8번째 만루 홈런)
- 시즌 첫 득점 : 3월 30일, 두산 베어스 손시헌 (1회초 삼성 라이온즈 배영수 투수를 상대로 오재원의 만루 홈런으로 득점)
- 시즌 첫 타점 : 3월 30일, 두산 베어스 오재원 (1회초 삼성 라이온즈 배영수 투수를 상대로 만루 홈런을 쳐 모든 주자를 불러들임)
- 시즌 첫 도루 : 3월 30일, KIA 타이거즈 김주찬 (1회말 넥센 히어로즈 나이트 투수를 상대로 초구에 2루 도루)
- 시즌 첫 사사구 : 3월 30일, 넥센 히어로즈 박병호 (1회초 KIA 타이거즈 소사 투수를 상대로 볼넷 출루)
- 시즌 첫 탈삼진 : 3월 30일, SK 와이번스 레예스 (1회초 LG 트윈스 손주인 상대로 3구 삼진 처리)
- 시즌 첫 병살타 : 3월 30일, SK 와이번스 임훈 (2회말 LG 트윈스 리즈 투수를 상대로 유격수-2루수-1루수로 이어지는 병살타를 침)
- 시즌 첫 실책 : 3월 30일, KIA 타이거즈 김선빈 (2회초 넥센 히어로즈 장기영의 2루수 앞 땅볼 때 1루주자 포스아웃 후 1루 송구 실책)
- 시즌 첫 폭투 : 3월 30일, 삼성 라이온즈 배영수(4회초 손시헌 타석에서 5구째 포크볼을 던져 헛스윙을 유도하였으나 공이 뒤로 빠지는 바람에 손시헌 출루)
- 시즌 첫 끝내기 승리 : 3월 30일, 롯데 자이언츠 (9회말 한화 이글스 안승민 투수를 상대로 박종윤이 1사 만루 상황에서 중견수 희생 플라이를 쳐 6-5 승리, 개막전 통산 첫 끝내기 희생플라이)
- 시즌 첫 선발 전원 안타 : 3월 31일, 두산 베어스
- 시즌 첫 백투백 홈런 : 4월 5일, NC 다이노스 허준, 김동건 (9회초 삼성 라이온즈 백정현 투수를 상대로 백투백 홈런)
- 시즌 첫 백투백투백 홈런 : 8월 3일, 두산 베어스 최준석, 홍성흔, 오재원 (2회초 SK 와이번스 윤희상 투수를 상대로 백투백 홈런 ※종전기록 : 2011년 9월 3일 넥센 히어로즈 VS 한화 이글스 1회초 고종욱, 알드리지, 박병호 상대투수 : 안승민)
- 시즌 첫 연타석 홈런 : 4월 3일, 넥센 히어로즈 이성열 (7회말 LG 트윈스 이동현 투수를 상대로 솔로홈런, 9회말 LG 트윈스 류택현 투수를 상대로 솔로홈런을 치며 시즌 첫 연타석홈런)등에 공이 맞자, 나지완이 흥분하면서 리즈에게 달려가지만, 포수 윤요섭과 주심이 말리면서 상황이 종료되는듯 싶었는데 1루로 걸어가는 나지완에게 레다메스 리즈면서 걸어나가며 벤치클리어링 발생(추후에는 나지완이 'sorry stake(미안하다 스테이크)'로 잘못들었다는 이야기가 나오고 있다.)
- 시즌 첫 퇴장 : 4월 5일, 두산 베어스 홍성흔(5회초 풀카운트 상황에서 문승훈구심에게 스트라이크존에 대한 거센 항의를 하던 중 퇴장 선언(당시 홍성흔은 본인의 부진에 신경이 많이 예민해져 있었고, 그 탓에 문승훈구심에게 방망이와 헬멧을 집어던지며 육두문자를 내뱉었던 장면이 나왔다.)
- 시즌 첫 스윕승 : 4월 4일, 롯데 자이언츠(상대 : NC 다이노스) ※ 같은날 KIA 타이거즈도 한화 이글스를 상대로 스윕승을 거두었으나, 시간으로 보았을때, 롯데 자이언츠의 경기가 먼저 끝났다.

### 달성 기록
- 개막전 한팀 만루홈런 2회 : 두산 베어스 오재원, 김현수
- 개막 후 최다 연패 : 13연패, 한화 이글스 (3월 30일 ~ 4월 16일)
- 최다 점수차 역전승: 11:1 → 12:13 (5월 8일, 문학, 두산 베어스 VS SK 와이번스, 종전 기록 9점차(2003년 5월 27일 현대 10:1 → 12:10 상대팀: KIA 타이거즈))
- 사이클링 히트 : LG 이병규(9) 역대 15번째 (7월 5일 목동야구장 LG : 넥센) ※역대 최고령(38세 9개월 10일) ※종전 기록 : 두산 베어스 이종욱 2009년 4월 12일 두산 베어스 VS LG 트윈스
- 10연타석 안타 : LG 이병규(9) 신기록수립 (7월 3일 한화 : LG 1안타 , 7월 5일 LG : 넥센 4안타(사이클링히트포함) , 7월 9일 NC : LG 4안타, 7월 10일 NC : LG 1안타)
- 2경기 연속 끝내기홈런 : 6월 7일 삼성 라이온즈 채태인, 6월 8일 삼성 라이온즈 박한이
- 3년연속 두자릿수 승리 외국인투수 : 두산 베어스 니퍼트 ※역대 3회(종전 리오스, 랜들)
- 50경기 연속출루 : 두산 베어스 홍성흔 (9월 26일 NC 다이노스와의 홈경기에서 노성호를 상대로 1회말 2타점 적시타를 쳐내며 50경기 출루 성공)

### 퇴장 기록
- 2013년 4월 5일 두산 베어스 홍성흔(5회초 타석에서 삼진판정을 받자, 이에 배트와 헬멧을 바닥에 던지고 거칠게 항의를 하자 문승훈구심 퇴장선언)
- 2013년 4월 18일 롯데 자이언츠 진명호(7회초 서건창에게 등에 맞는 볼을 내주자 문승훈구심 퇴장선언)
- 2013년 5월 21일 두산 베어스 윤명준(5회초 유한준에게 몸에 맞는볼을 내주자 강광회구심 경고선언, 후속타자 김민성에게도 몸에 맞는볼을 내주고 강광회구심 퇴장선언)
- 2013년 6월 12일 넥센 히어로즈 김병현(4회말 투수교체과정에서 1루쪽을 향하여 공을 던지자 문승훈구심 불필요한 행동에 의거한 퇴장선언)

### 월간 MVP
| 월  | 선수     | 소속 | 포지션 |
| --- | -------- | ---- | ------ |
| 4월 | 양현종   | KIA  | P      |
| 5월 | 옥스프링 | 롯데 | P      |
| 6월 | 손민한   | NC   | P      |
| 7월 | 최형우   | 삼성 | OF     |
| 8월 | 손아섭   | 롯데 | OF     |
| 9월 | 박병호   | 넥센 | 1B     |

## 포스트 시즌

### 최종 순위
| 순위 | 구단          | 경기수 | 승 | 무 | 패 | 승률  | 게임 차 |
| ---- | ------------- | ------ | -- | -- | -- | ----- | ------- |
| 1    | 삼성 라이온즈 | 128    | 75 | 2  | 51 | 0.595 | 0.0     |
| 2    | 두산 베어스   | 128    | 71 | 3  | 54 | 0.568 | 3.5     |
| 3    | LG 트윈스     | 128    | 74 | 0  | 54 | 0.578 | 2.0     |
| 4    | 넥센 히어로즈 | 128    | 72 | 2  | 54 | 0.571 | 3.0     |
| 5    | 롯데 자이언츠 | 128    | 66 | 4  | 58 | 0.532 | 8.0     |
| 6    | SK 와이번스   | 128    | 62 | 3  | 63 | 0.496 | 12.5    |
| 7    | NC 다이노스   | 128    | 52 | 4  | 72 | 0.419 | 22.0    |
| 8    | KIA 타이거즈  | 128    | 51 | 3  | 74 | 0.408 | 23.5    |
| 9    | 한화 이글스   | 128    | 42 | 1  | 85 | 0.331 | 33.5    |

## 올스타전
2013년 한국 프로 야구 올스타전은 7월 19일 장소는 포항야구장이다.

## 시즌 수상자
- 투수 골든 글러브 - 넥센 히어로즈 손승락
- 포수 골든 글러브 - 롯데 자이언츠 강민호
- 1루수 골든 글러브 - 넥센 히어로즈 박병호
- 2루수 골든 글러브 - 한화 이글스 정근우[2]
- 3루수 골든 글러브 - SK 와이번스 최정
- 유격수 골든 글러브 - 넥센 히어로즈 강정호
- 외야수 골든 글러브 - 삼성 라이온즈 최형우, LG 트윈스 박용택, 롯데 자이언츠 손아섭
- 지명타자 골든 글러브 - LG 트윈스  9이병규
- 최우수 선수 - 넥센 히어로즈 박병호
- 최우수 신인선수 - NC 다이노스 이재학

## 참고
1. ↑  경찰청 입대에 따라 2016년에 팀에 합류
2. ↑  2013시즌까지는 SK 와이번스에서 활약했지만, FA신청을 통해 한화 이글스로 이적하면서 기록상으로는 한화 이글스로 남게 되었다.

## 경기 중계
- MBC 스포츠+
- XTM
- SBS ESPN
- KBS N 스포츠
- SPOTV